# レベッカ・ラティマー・フェルトン
レベッカ・アン・ラティマー・フェルトン（Rebecca Ann Latimer Felton、1835年6月10日 – 1930年1月24日）は、アメリカ合衆国の作家、教師、改革者、（そしてごく短期間ながら）政治家である。アメリカ合衆国上院に奉職する初の女性となり、1922年11月21日に指名を受け、その翌日まで勤めた。87歳で上院入りした彼女は、最高齢の新人上院議員でもあった。

## 上院議員
ジョージア州知事トマス・W・ハードウィックは1922年、トマス・E・ワトソン上院議員の急死に伴い、次期上院議員選挙の候補として出馬した。来たるべき補欠選挙で対抗馬とならないような被任命者と、彼が憲法修正第19条に反対したことによって離れていた、女性票を新たに集める方法とを探っていたハードウィックは1922年10月3日、フェルトンを上院議員に選定した。
選挙後の議会再開予定がなかったため、フェルトンが上院議員として正式に宣誓する可能性はほとんどなかった。しかし、ハードウィックの意図に反してウォルター・F・ジョージが補欠選挙に勝利した。ジョージは1922年11月21日の上院再開直後に議席に就かず、フェルトンが公式に宣誓するのを許した。かくてフェルトンは、上院に議席を占めた初の女性となり、ジョージが1日後の1922年11月22日に就任するまで奉職した。
彼女の在職期間は、上院議員としては史上最短であった。彼女は、上院議員としては最後の元奴隷所有者でもあった。

## 晩年
フェルトンは作家や講師として働き、ジョージア州カーターズヴィルに、また死去するまで同州アトランタに居住した。彼女は、カーターズヴィルのオーク・ヒル墓地に埋葬された。

## 語録
「この国の女性達が議会に入り皆様と共に座るとき―今後数年間はごく少数に過ぎないかもしれないけれども―、私は皆様に誓います。皆様は能力を獲得します。皆様は完全なる目的を獲得します。皆様は高い愛国心を獲得します。そして皆様は無限の有用性を獲得するのです。」－上院での演説、1922年11月21日
「罪悪に対する改革運動を組織するための説教に信仰心が足りないとき、迅速に犯罪を罰する裁判所に正義がないとき、あるいはこの国に純潔と美徳を護る力を持つ成人男子が足りないとき ― もしも女性の最も大切な宝を貪欲な獣の如き輩から護るために私刑を必要とするのならば ― 、私は断言します。必要とあらば、毎週1000回私刑にかけると。」－1897年8月11日

## 註及び参考文献
1. ↑  http://www.nndb.com/people/329/000112990/

- United States Congress. "レベッカ・ラティマー・フェルトン (id: F000069)". Biographical Directory of the United States Congress (英語).
- U.S. Senate. First woman senator appointed. Retrieved March 1, 2005.
- Alexander Manly & Rebecca Felton at www.1898wilmington.com
- Felton's memoirs online
- Uncorrected transcript of interview with Richard Baker, Senate Historian, on C-SPAN Q&A television program, June 12, 2005

| 議会                        | 議会                                                                            | 議会                         |
| --------------------------- | ------------------------------------------------------------------------------- | ---------------------------- |
| 先代 トマス・E・ワトソン    | ジョージア州選出のアメリカ合衆国上院議員 1922年 同時当選：ウィリアム・J・ハリス | 次代 ウォルター・F・ジョージ |
| 名誉職                      |                                                                                 |                              |
| 先代 チョーンシー・デピュー | 生存する最高齢のアメリカ合衆国上院議員経験者 1928年4月5日-1930年1月24日         | 次代 アデルバート・エイムズ  |